# NCT DoJaeJung
NCT DoJaeJung (hangul: 엔시티 도재정; rr: Ensiti Dojaejeong; estilizado em letras maiúsculas) é a quinta subunidade do grupo sul-coreano NCT formado e gerenciado pela gravadora SM Entertainment.  A subunidade é composta por três integrantes: Doyoung, Jaehyun e Jungwoo. Eles fizeram sua estreia no dia 17 de abril de 2023, com seu extended play (EP) chamado Perfume. Eles são conhecidos por sua música R&B e performance vocal, o que os distingue das outras subunidades do NCT. 

## Nome

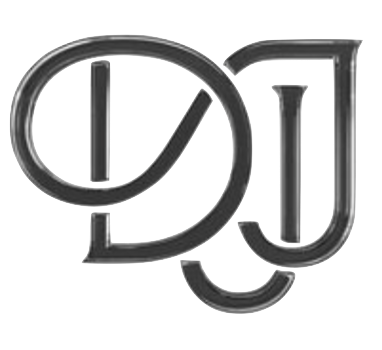
Logo oficial do grupo.

O nome do NCT DoJae Jung vem do nome do grupo original, NCT (uma sigla para Neo Culture Technology), e dos nomes dos três membros: "Do" de Doyoung, "Jae" de Jaehyun e "Jung" de Jungwoo.

## Ligações Externas
- «Sítio oficial»